# Sepmeries
Sepmeries ist eine französische Gemeinde mit 645 Einwohnern (Stand: 1. Januar 2022) im Département Nord in der Region Hauts-de-France. Sie gehört zum Kanton Avesnes-sur-Helpe im Arrondissement Avesnes-sur-Helpe.

## Lage
Die Gemeinde Sepmeries liegt im Regionalen Naturpark Avesnois, neun Kilometer südsüdöstlich von Valenciennes und elf Kilometer südwestlich der Grenze zu Belgien. Sie grenzt im Nordosten an Maresches, im Osten an Villers-Pol, im Südosten an Ruesnes, im Südwesten an Bermerain, im Westen an Vendegies-sur-Écaillon und im Nordwesten an Artres. Durch Sepmeries führt die Eisenbahnlinie von Aulnoye-Aymeries nach Valenciennes. Der nächste Bahnhof befindet sich in Le Quesnoy.

## Bevölkerungsentwicklung
| Jahr                              | 1962 | 1968 | 1975 | 1982 | 1990 | 1999 | 2006 | 2013 | 2021 |
| Einwohner                         | 578  | 593  | 587  | 562  | 489  | 523  | 555  | 677  | 649  |
| Quellen: Cassini, EHESS und INSEE |      |      |      |      |      |      |      |      |      |

## Sehenswürdigkeiten
- Kirche Saint-Côme et Saint-Damien aus dem 19. Jahrhundert
- altes Hotelgebäude, Monument historique

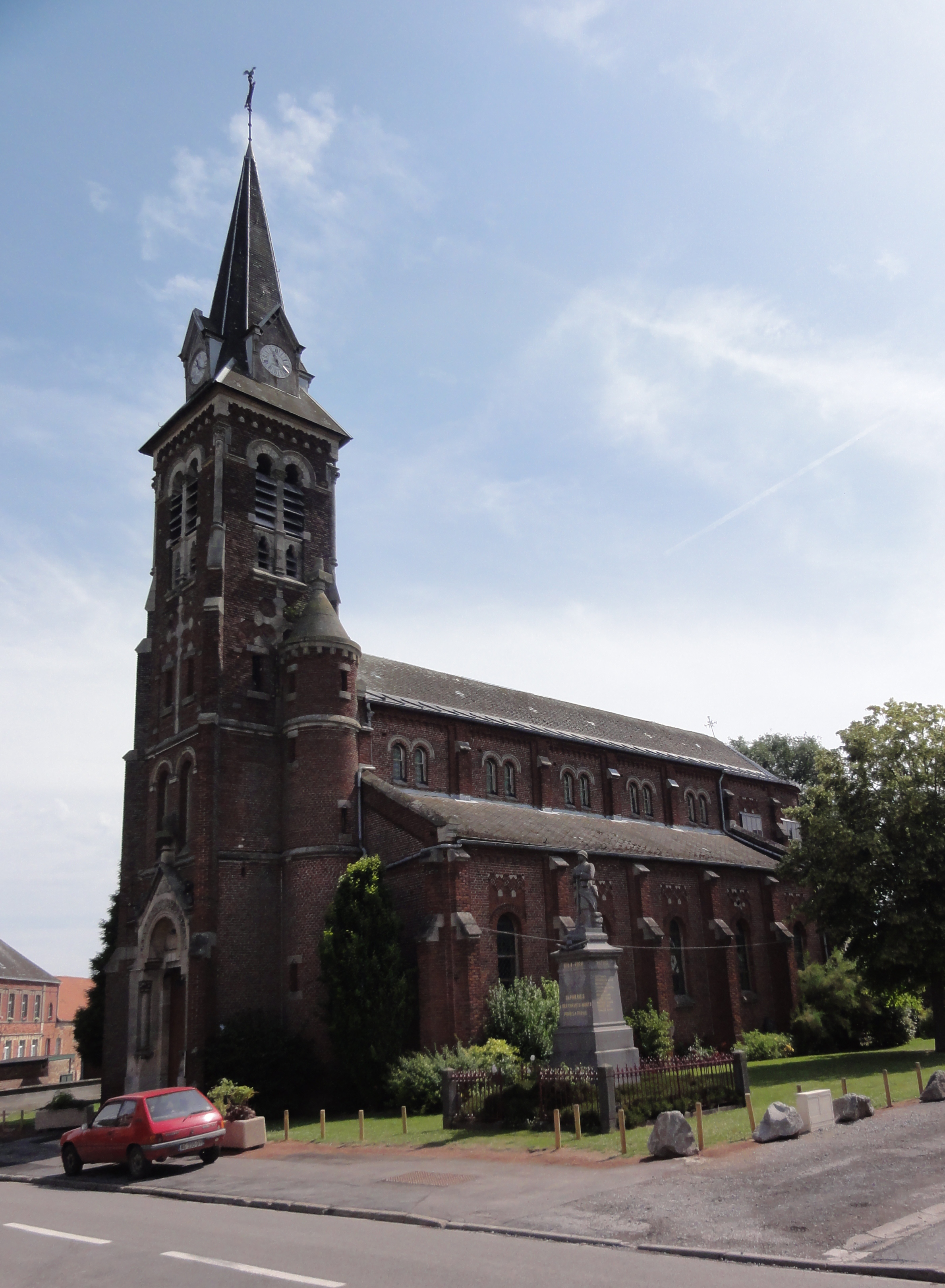
Kirche Saint-Côme et Saint-Damien
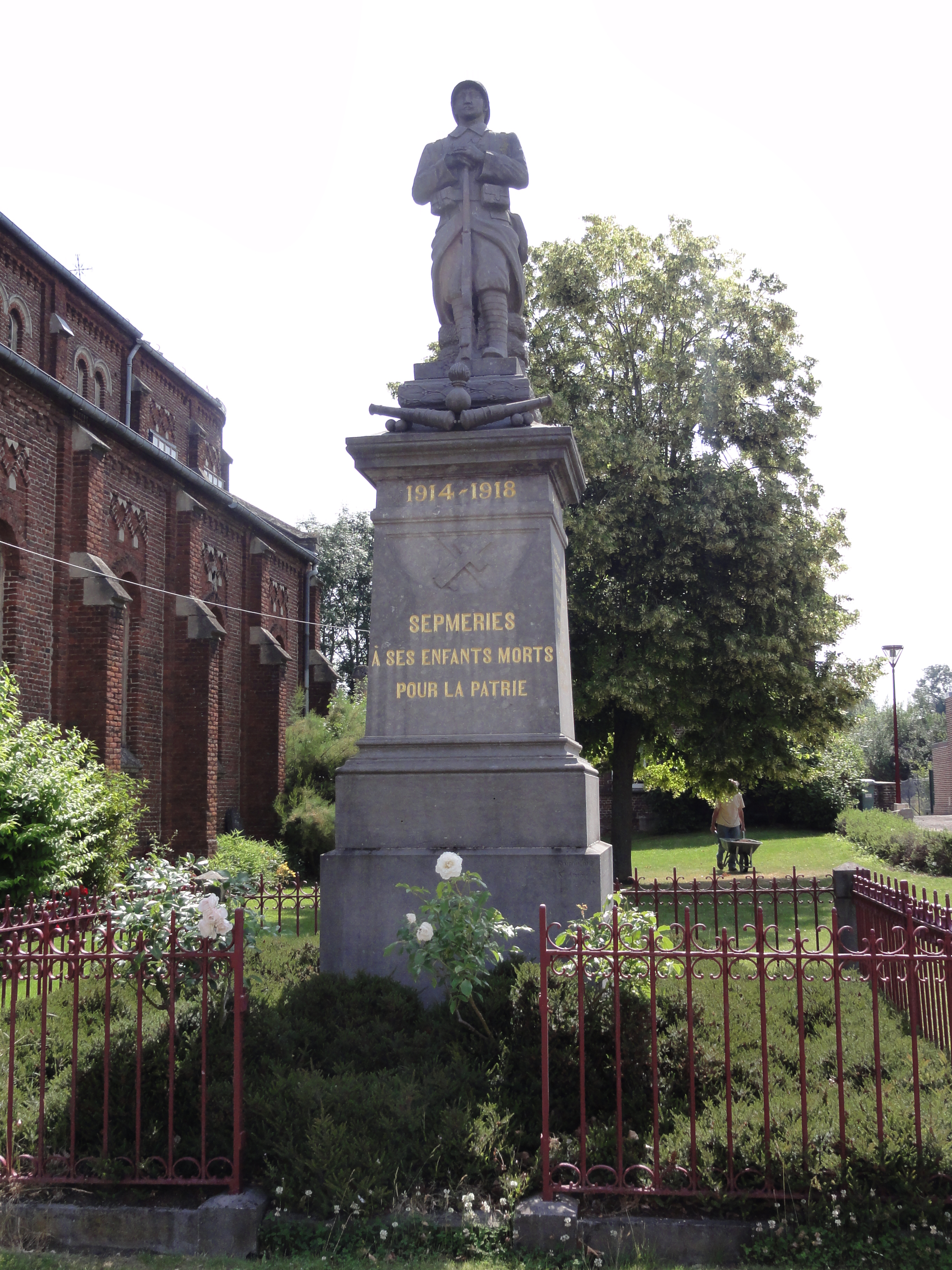
Gefallenendenkmal

## Persönlichkeiten
- Michel Bernard, Mittel- und Langstreckenläufer (1931–2019)